# Amazonasdelfin
Der Amazonasdelfin (Inia geoffrensis) ist eine der drei in Südamerika verbreiteten Arten der Amazonas-Flussdelfine. Der ebenfalls im Amazonas auftretende Amazonas-Sotalia ist ein Vertreter der eigentlichen Delfine.

## Eigenschaften

### Aussehen
Amazonasdelfine werden 2 bis 3 Meter lang und erreichen ein Gewicht von 85 bis 160 Kilogramm. Ihre Farbe verändert sich mit dem Alter: Jungtiere sind silbergrau, ältere Amazonasdelfine werden rosa. Der Kopf ist rundlich, die lange Schnauze deutlich von ihm abgesetzt. Die Augen sind winzig und verkümmert, sind aber noch funktionsfähig. Einmalig unter allen Flussdelfinen ist die Behaarung der Schnauze, die mit steifen Borsten besetzt ist. Seine Halswirbel sind nicht verwachsen, was ihn besonders beweglich macht. Auch ist sein Schultergelenk nicht in der für Wale und Delfine typischen Weise verwachsen. Eine Besonderheit des Amazonasdelfins ist, dass sein Gebiss nicht aus homogenen Zähnen besteht, sondern im hinteren Bereich der Schnauze wesentlich breitere Zähne vorhanden sind. Diese ermöglichen das Zerkauen großer Beutefische und das Brechen von Panzern.

### Lebensweise
Als einzelgängerisches Tier wird der Amazonasdelfin nur selten gemeinsam mit Artgenossen gesehen. Er meidet die großen Ströme und hält sich bevorzugt in den sumpfigen, stehenden Nebenarmen auf. Hier braucht er seinen ohnehin verkümmerten Gesichtssinn nicht, sondern verlässt sich ganz auf Echoortung bei der Suche nach seiner Beute, die vorwiegend aus kleinen Fischen besteht. Amazonasdelfine tauchen nur kurz und kommen etwa alle dreißig Sekunden zum Luftholen an die Oberfläche. Sie sind weniger aktiv als ozeanische Delfine und vollführen so gut wie nie Sprünge.

### Verbreitung

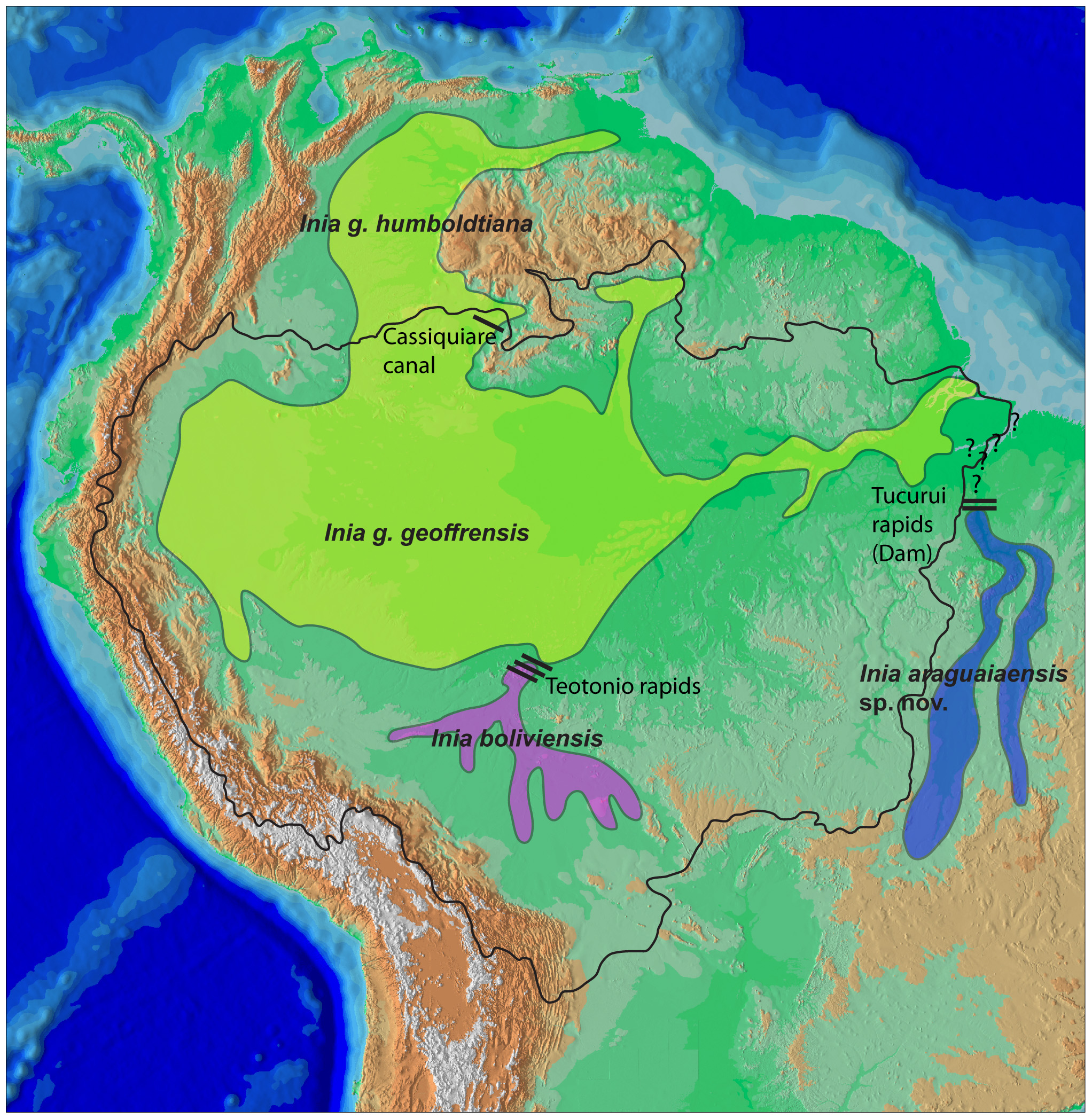
Verbreitungsgebiet des Amazonasdelfins (hellgrün),
des Araguaia-Delfins (blau)
sowie des Bolivianischen Amazonasdelfins (violett)

Es gibt zwei verschiedene Unterarten, die beide in der Nordhälfte Südamerikas verbreitet sind:
- I. g. geoffrensis, im Amazonas und vielen seiner Nebenflüsse
- I. g. humboldtiana, auch als Tonina bezeichnet, im Orinoco und seinen Nebenflüssen

Der ehemals ebenfalls als Unterart betrachtete Inia boliviensis im Oberlauf des Rio Madeira, der zwar ein Nebenfluss des Amazonas ist, aber durch eine Serie von Stromschnellen und Wasserfällen von diesem getrennt ist, gilt inzwischen als eigenständige Art, die von I. geoffrensis vor etwa 2,8 Millionen Jahren isoliert wurde.

## Benennung
Diese Delfinart trägt neben dem gebräuchlichen Namen Amazonasdelfin noch eine Reihe weiterer Namen. Im Deutschen ist auch die Form Amazonas-Flussdelfin bekannt, die lediglich den Lebensraum beschreibt. Geläufiger sind die Formen Boto, Bufeo oder Tonina, die aus dem Amazonasgebiet stammen. Aus dem Englischen sind die Varianten Amazon River Dolphin, Pink River Dolphin („Rosa Flussdelfin“), Pink Dolphin („Rosa Delfin“), Pink Freshwater Dolphin („Rosa Süßwasserdelfin“) und Pink Porpoise („Rosa Schweinswal“) bekannt. Andere Varianten sind Dauphin de l’Amazone („Amazonasdelfin“), Boto Cor-de-rosa („Rosafarbener Delfin“) und Boto Vermelho („Roter Delfin“). Alle Namen stehen für den Amazonasdelfin Inia geoffrensis.

## Systematik
Der Amazonasdelfin ist eine eigenständige Art innerhalb der Amazonas-Flussdelfine (Familie Iniidae, Gattung Inia), die nach aktuellem Stand aus drei Arten besteht.
Die Systematik innerhalb der verschiedenen Flussdelfine ist umstritten. Während früher alle Vertreter dieser Gruppe als konvergent und nicht miteinander verwandt betrachtet wurden, geht man auch nach molekulargenetischen Untersuchungen heute davon aus, dass der La-Plata-Delfin und vermutlich auch der möglicherweise bereits ausgestorbene Chinesische Flussdelfin mit den Amazonas-Flussdelfinen verwandt sind.

## Bedrohung
Die Art wird von der IUCN als stark gefährdet (endangered) geführt. Es gibt keine genauen Schätzungen zu Populationszahlen, es wird aber von einem Rückgang der Populationsgröße ausgegangen. Der Amazonasdelfin ist vielfältigen Bedrohungen ausgesetzt: Er verfängt sich gelegentlich in Fischernetzen oder gerät durch seine Neugier in Schiffspropeller. Regional wird er von Fischern getötet, die in ihm einen Konkurrenten beim Fischfang sehen. Auch durch Staudämme, die die Populationen voneinander isolieren und Lebensraum drastisch verändern, und Flussverschmutzung, u. a. durch Quecksilber, ist der Amazonasdelfin gefährdet. Eine sehr große Bedrohung ist ebenfalls das gezielte Töten der Delfine durch Fischer, welche die Delfine als Köder bei der lukrativen Jagd auf den Piracatinga oder Zamurito (Calophysus macropterus), einer Welsart aus der Familie der Antennenwelse, benutzen. Geschätzt wurden jedes Jahr bis zu 1.200 Tonnen des Fisches von Brasilien nach Kolumbien exportiert, und vermutlich mehr als 4.000 Amazonasdelfine jährlich allein zu diesem Zweck nur im Bundesstaat Amazonas getötet. Die Abschätzung genauer Zahlen ist schwierig, das Phänomen an sich ist allerdings häufig dokumentiert worden. Seit 2015 besteht in Brasilien ein Verbot der Piracatinga-Fischerei, welche allerdings weiterhin in Peru, Venezuela und Bolivien, sowie vermutlich trotz des Verbots auch in Brasilien noch praktiziert wird.
2023 wurden im Lago Tefé mindestens 154 Flussdelfine tot aufgefunden, dies entspricht etwa 5 % der Population in dieser Region. Untersuchungen ergaben, dass die Tiere infolge einer durch die globale Erwärmung verursachten Wassertemperaturanstiegs auf 40 °C den Hitzetod starben. Süßwasserdelfine können Temperaturen bis zu 38 °C ertragen. Auch von anderen Gewässern des Amazonas wurde eine ungewöhnlich hohe Sterblichkeit von Flussdelfinen berichtet.

## Mythologie

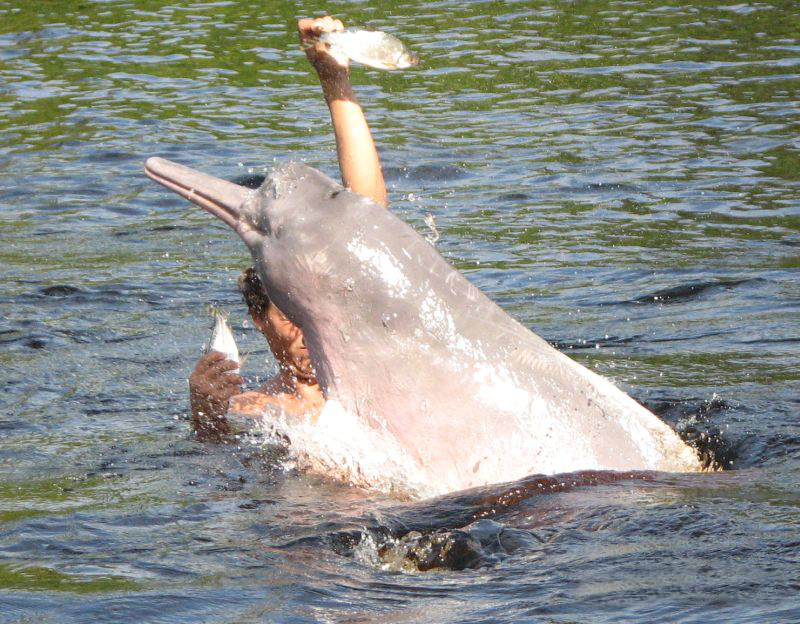
Amazonasdelfin

Bei manchen indigenen Völkern hält sich der Glaube, dass ein ertrunkener Mensch zu einem Flussdelfin wird. Der Flussdelfin behalte in diesem neuen Leben die Fähigkeit, sich bei gelegentlichen Landgängen zurück in einen Menschen zu verwandeln.
Einige Menschen am Rio Negro glauben, dass der Amazonasdelfin nachts als gut aussehender junger Mann im weißen Anzug mit Hut an Land kommt und Ausschau nach jungen Mädchen hält. Darum wird jeder fremde junge Mann erstmal misstrauisch angesehen. Der so verwandelte Delfin verführt das junge Mädchen und verschwindet dann am nächsten Morgen wieder im Fluss als Delfin. Das Mädchen wird schwanger und schließlich kommt das Kind zur Welt. Es gibt wirklich Geburtsurkunden, in denen als Vater „Boto Cor de Rosa“ eingetragen ist.

## Haltung in Tierparks
In Aquarien wurden Amazonasdelfine seit 1975 außerhalb Venezuelas einzig im Zoo Duisburg gehalten. 2006 verendete das Duisburger Tier Apure im Alter von fast 50 Jahren an Altersschwäche. Im Duisburger Zoo lebte zuletzt nur noch ein Exemplar des Amazonasdelfins namens Baby, das seit dem Tod der letzten beiden Amazonasdelfine des Aquarium Valencia in Venezuela 2016 der einzige Amazonasdelfin in menschlicher Obhut war. Baby wurde am 21. Dezember 2020 im Alter von 46 Jahren wegen Altersschwäche eingeschläfert, damit endete die Haltung der Amazonasdelfine in menschlicher Obhut außerhalb von Südamerika.